# Enter the Wu-Tang (36 Chambers)
Enter the Wu-Tang (36 Chambers) är hiphopkollektivet Wu-Tang Clans debutalbum. Det släpptes den 9 november 1993 genom Loud Records och RCA Records. Många kritiker anser att Enter the Wu-Tang är det bästa hiphopalbumet som någonsin spelats in.
Albumet innehåller de första framträdandena av bland annat Method Man, Ol' Dirty Bastard och Raekwon, som senare gick vidare med att sälja miljoner egna soloplattor.
Albumet nådde oförväntad succé i USA trots dess råa underground-ljud. Stilen och succén med Enter the Wu-Tang ledde vägen för flera rapartister såsom Nas, The Notorious B.I.G., Mobb Deep och Jay-Z.

## Låtlista
| Nr | Låttitel                                 | Varaktighet | Producent(er)                      | Medverkande |
| -- | ---------------------------------------- | ----------- | ---------------------------------- | --- |
| 1  | "Bring da Ruckus"                        | 4:10        | RZA                                | - Refräng: RZA - Vers 1: Ghostface Killah - Vers 2: Raekwon - Vers 3: Inspectah Deck - Vers 4: GZA |
| 2  | "Shame on a Nigga"                       | 2:57        | RZA                                | - Intro: Raekwon - Refräng: Ol' Dirty Bastard - Vers 1: Ol' Dirty Bastard - Vers 2: Method Man - Vers 3: Raekwon - Vers 4: Ol' Dirty Bastard                                                                             |
| 3  | "Clan In Da Front"                       | 4:33        | RZA                                | - Intro: RZA - Refräng: GZA - Vers 1: GZA - Vers 2: GZA |
| 4  | "Wu-Tang: 7th Chamber"                   | 6:05        | RZA                                | - Intro: Raekwon, Method Man, Ghostface Killah, U-God, Inspectah Deck - Vers 1: Raekwon - Vers 2: Method Man - Vers 3: Inspectah Deck - Vers 4: Ghostface Killah - Vers 5: RZA - Vers 6: Ol' Dirty Bastard - Vers 7: GZA |
| 5  | "Can It Be All So Simple"                | 6:53        | RZA /4th Disciple                  | - Intro: RZA & Raekwon - Refräng: Raekwon & Ghostface Killah - Vers 1: Raekwon - Vers 2: Ghostface Killah |
| 6  | "Da Mystery of Chessboxin' "             | 4:48        | RZA Ol' Dirty Bastard 4th Disciple | - Refräng: Method Man - Vers 1: U-God - Vers 2: Inspectah Deck - Vers 3: Raekwon - Vers 4: Ol' Dirty Bastard - Vers 5: Ghostface Killah - Vers 6: Masta Killa                                                            |
| 7  | "Wu-Tang Clan Ain't Nuthing ta Fuck Wit" | 3:36        | RZA Method Man                     | - Intro: RZA - Refräng: RZA - Vers 1: RZA - Vers 2: Inspectah Deck - Vers 3: Method Man - Outro: RZA |
| 8  | "C.R.E.A.M."                             | 4:12        | RZA                                | - Intro: Method Man & Raekwon - Refräng: Method Man - Vers 1: Raekwon - Vers 2: Inspectah Deck |
| 9  | "Method Man"                             | 5:50        | RZA                                | - Introdialog: Method Man & Raekwon - Intro: GZA - Vers 1: Method Man - Vers 2: Method Man - Outro: RZA |
| 10 | "Protect Ya Neck"                        | 4:52        | RZA                                | - Intro: RZA - Vers 1: Inspectah Deck - Vers 2: Raekwon - Vers 3: Method Man - Stick: U-God - Vers 4: Ol' Dirty Bastard - Vers 5: Ghostface Killah - Vers 6: RZA - Vers 7: GZA                                           |
| 11 | "Tearz"                                  | 4:17        | RZA                                | - Vers 1: RZA - Vers 2: Ghostface Killah |
| 12 | "Wu-Tang: 7th Chamber—Part II"           | 6:10        | RZA                                | - Intro: GZA - Vers 1: Raekwon - Vers 2: Method Man - Vers 3: Inspectah Deck - Vers 4: Ghostface Killah - Vers 5: RZA - Vers 6: Ol' Dirty Bastard - Vers 7: GZA                                                          |